# 吳啟賓
吳啟賓（1937年9月13日—2018年6月20日），台灣台南市人，中华民国司法官，曾任最高法院院長。

## 生平
日治昭和12年（1937年）9月13日生。民國42年（1953年）6月，台南一中初中部畢業。民國45年（1956年）6月，台南一中高中部畢業（戰後第11屆）。民國49年（1960年）6月，國立台灣大學法律系畢業。民國55年（1966年）12月，司法官訓練所司法官第7期結業。
民國56年（1967年）1月進入法院服務。歷任一、二審法院檢察官、庭長，司法院第一廳幫辦（即司法院民事廳副廳長），最高法院法官、庭長。民國60年（1971年）司法節，獲選為資深績優人員。民國66年（1977年），因「小時生活貧苦，父親眼瞎，端賴母親替人洗衣維持生活，任職法官能在案多事繁人慾橫流中，堅持原則，依法判斷曲直，清廉寡慾，剛毅精神，勇於任事，為一模範法官」而獲選第15屆中華民國十大傑出青年。民國92年12月14日獲選為台南一中第6屆傑出校友。1987年任公共電視節目製播組《法窗夜語》法學顧問。
民國88年（1999年）3月，出任台灣高等法院院長。曾任中国文化大學法律學系兼任教授。民國90年（2001年）9月，出任最高法院院長，任内首開院長兼任審判長參與審判之先例。他還同時擔任東吳大學法律學系兼任教授，司法官訓練所兼任講座。2007年8月30日，司法院發布新聞稿稱，最高法院院長吳啟賓將於2007年9月12日屆齡退休，中華民國總統陳水扁任命楊仁壽為最高法院院長。

## 著作
- 吳啟賓，《租賃法論》，一版五南出版，1998年/ 二版新學林出版，2018年
- 吳啟賓，《土地法規與民事審判實務》，自版，1984年
- 吳啟賓，《法窗夜語》
- 吳啟賓，《今事今判》